# Vinco (motorfiets)
Vinco is een Brits historisch merk van motorfietsen.
De bedrijfsnaam was Vinco Moto Garage, London (1903-1905).
Engels merk dat 211 cc Minerva-motorblokken inbouwde. 